# Sonic Gems Collection
Sonic Gems Collection is een compilatiespel uit de Sonic the Hedgehog-franchise. Het spel is uitgebracht voor de Nintendo GameCube en PlayStation 2. In Noord-Amerika is enkel de GameCube versie beschikbaar.

## Spellen
Sonic Gems Gollection bevat de volgende spellen:
Standaard:
- Sonic CD
- Sonic the Fighters
- Sonic R
- Sonic the Hedgehog 2
- Sonic Spinball
- Sonic Triple Trouble
- Sonic Drift 2
- Tails' Skypatrol
- Tails Adventure

Ontsluitbaar:
- Vectorman
- Vectorman 2

Ontsluitbaar in de Japanse versie:
- Bonanza Bros.
- Bare Knuckle (Streets of Rage)
- Bare Knuckle II (Streets of Rage 2)
- Bare Knuckle III (Streets of Rage 3)

De Noord-Amerikaanse en Europese versies bevatten enkel de twee Vectorman-titels als ontsluitbare spellen. Dit omdat de andere titels niet de beoordeling "Everyone" hadden gekregen van de ESRB.

## Geplande spellen
Knuckles' Chaotix en SegaSonic the Hedgehog stonden ook gepland voor Sonic Gems Collection. Volgens Yuji Naka werd SegaSonic eruit gelaten omdat het originele spel moest worden bestuurd met een trackball.